# Gymnopilus spadiceus
Gymnopilus spadiceus là một loài nấm thuộc họ Cortinariaceae.